# Tokyo Rose (groupe)
Pour les articles homonymes, voir Tokyo Rose.
Tokyo Rose est un groupe de rock indépendant américain, originaire de New Brunswick, dans le New Jersey. Il est formé en 1999 par Mike Glita et Matt Reilly. Après plusieurs départs, Ryan Dominguez est devenu le chanteur, Jake Margolis le batteur et Brad le guitariste. Il compte trois albums, Reinventing a Lost Art (2003), New American Saint (2005), et The Promise in Compromise (2007), et un EP, Chasing Fireflies (2001).

## Biographie
Tokyo Rose est formé en 1999 par Mike Glita, ancien bassiste de Senses Fail, et Matt Reilly, ancien membre du groupe The Finals. Peu après quelques changements de formation, Ryan Dominguez devient le nouveau chanteur du groupe. C'est ainsi que se forme Tokyo Rose. En été 2001, Reilly se sépare du groupe, tandis que Glita, batteur of Tokyo Rose à cette période, et Ryan Dominguez (chant, guitare) recrutent Chris Poulsen (basse), ancien membre de Professor Plum, et se dirigent en studio pour enregistrer un premier EP, intitulé Chasing Fireflies,. L'EP est publié sur un label basé à Boston appelé All About Records, puis plus tard distribué par The Militia Group. Plus tard, en 2002, Mike Glita se sépare du groupe. Après deux changements de formation, ils accueillent Jake Margolis (batterie) et Greg Doran (guitare).
Après avoir signé à SideCho Records, le groupe passe le printemps 2003 aux Portrait Studios de Lincoln Park, dans le New Jersey, à enregistrer Reinventing a Lost Art, le premier album studio de Tokyo Rose. Il est produit par le producteur Chris Badami (The Dillinger Escape Plan, The Early November, The Starting Line) et est publié le 15 juillet 2003. Dès lors, une longue tournée s'ensuit avec une apparition au CMJ Festival en 2003, au South by Southwest Music Conference et au Vans Warped Tour en 2004.
En 2005, après une tournée au Japon, Tokyo Rose se lance dans l'enregistrement d'un deuxième album. Ils publient donc l'album New American Saint, avec Fred Mascherino de Taking Back Sunday qui participent à la chanson A Reason to Come Home Again. Tom Roslak (batteur de Berklee Student) quitte le groupe pour terminer ses études. Tokyo Rose décide de ne pas attendre la fin de ses études, et le remplace par Shawn Fichtner (plus tard du groupe Old Wives). L'album est publié le 4 octobre 2005, tournant avec Taking Back Sunday, et jouant au Vans Warped Tour de 2006. En 2006, le groupe commence à travailler sur du punk. Le 31 juillet 2007, le groupe recrute Jake Margolis, et publie un troisième et dernier album en date, The Promise in Compromise. Le groupe, qui n'a jamais annoncé sa séparation, ne montre plus signe d'activité depuis 2008.

## Membres

### Membres actuels
- Ryan Dominguez - chant, guitare (depuis 2001)
- Jake Margolis - batterie (depuis 2007)
- Brad - guitare

### Anciens membres
- Chris Poulsen - basse (2001-2008)
- Greg Doran - guitare (2003-2007)[5]
- Josh Lurie - guitare (2005-2007)[6]
- Shawn Fichtner - batterie [Quand ?]
- Matt Reilly - guitare
- Mike Glita - batterie (Senses Fail, Love Automatic)[7]
- Rob Tassaro - guitare (2001-2003)[8]
- Tom Roslak - batterie (2005-2007)
- Jon Smith - batterie (2003-2005)[9]
- Ryan Terry - guitare

## Discographie

### Albums studio
- 2003 : Reinventing a Lost Art
- 2005 : New American Saint
- 2007 : The Promise in Compromise

### EP
- 2001 : Chasing Fireflies